# Католицизм во Французской Гвиане

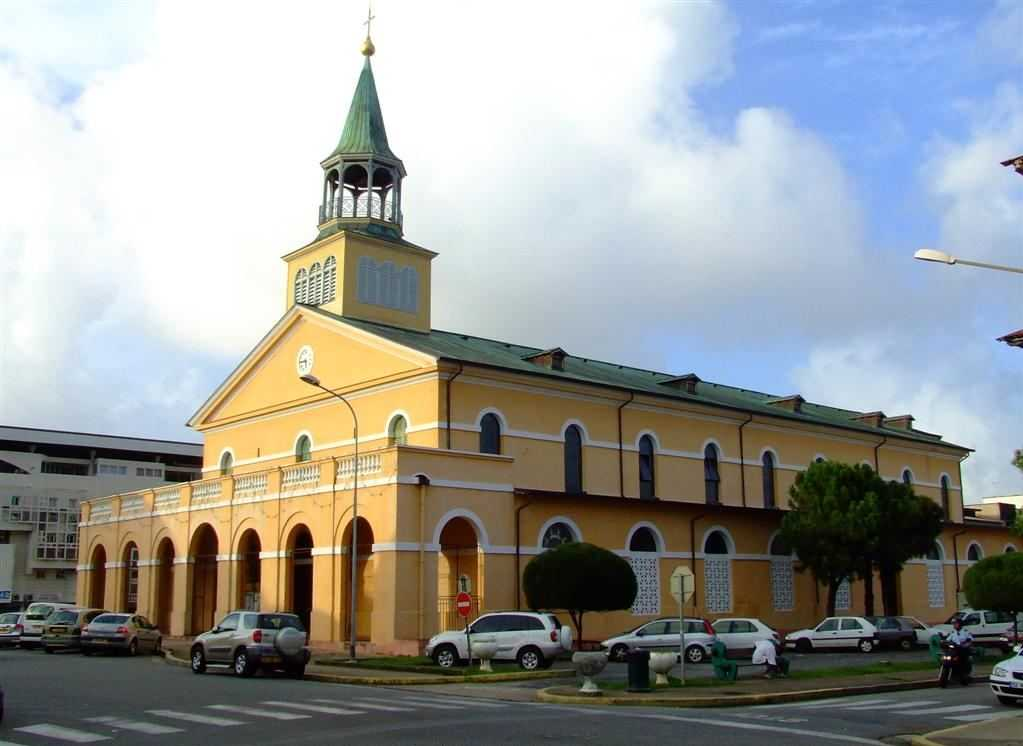
Собор Святого Спасителя в Кайенне

Католицизм во Французской Гвиане — наиболее распространённое вероисповедание жителей этой Заморской территории Франции. 

## История

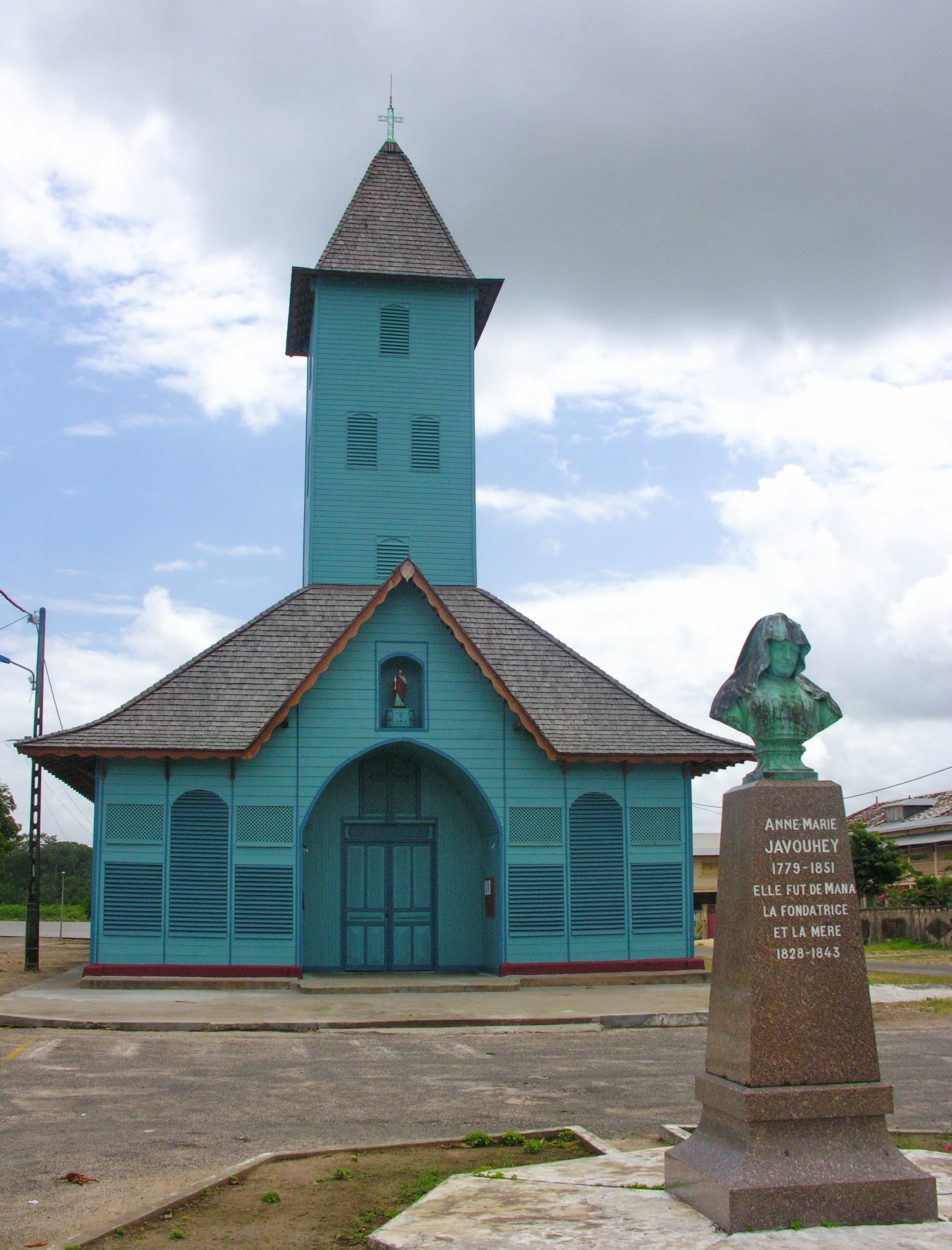
Церковь Святого Иосифа в Мане

В 1643 году на территорию сегодняшней Французской Гвианы из Франции прибыли первые два миссионера монахи из монашеского ордена капуцинов, которые основали здесь первую католическую миссию. В 1665 году Вест-Индийская компания выдала разрешение поселиться в Гвиане нескольким иезуитам, которые построили во Французской Гвиане первую католическую церковь. Иезуиты развернули в колонии обширную миссионерскую деятельность, продолжавшуюся до 1762 года, когда орден иезуитов был ликвидирован Святым Престолом. В 1768 году из Французской Гвианы уехал последний иезуит.
В 1731 году благодаря стараниям иезуитов во Французской Гвиане была учреждена апостольская префектура Французской Гвианы, которая была выделена из апостольской префектуры Мартиники (сегодня — Архиепархия Фор-де-Франса).
В 1775 году апостольская префектура Французской Гвианы была передана попечению монахам из монашеского ордена Конгрегация Святого Духа.
В середине XIX века во Французскую Гвиану вернулись иезуиты. В конце XIX века в результате конфликта между Конгрегацией Святого Духа и губернатором монахи уехали из страны и управление апостольской префектурой было передано епархиальным священникам.
10 января 1933 года Римский папа Пий XI выпустил бреве Quae catholico nomini, которым преобразовал апостольскую префектуру Французской Гвианы в апостольский викариат и назначил первого епископа.
23 февраля 1956 года Римский папа Пий XII издал буллу Qua sollicitudine, которой преобразовал апостольский викариат Французской Гвианы в епархию Кайенны.
Епархия Кайенны входит в Конференцию католических епископов Антильских островов.

## Современное положение
Католическая церковь во Французской Гвиане является частью всемирной католической церкви под духовным руководством Папы Римского.
Около 75% населения исповедуют католичество. Вся территория Французской Гвианы входит в единую Кайенскую епархию. В настоящее время епархия является суфражистом Архиепископии Фор-де-Франция и Сен-Пьер на острове Мартиника. Нынешний епископ - Ален Рансей, назначенный в декабре 2021 года.